# Бібліотека Перемиської греко-католицької капітули
Бібліотека Перемиської греко-католицької капітули — найбільша українська бібліотека Галичини XIX ст.

## Історія

### Становлення
Відновлена Перемиська кафедральна капітула східного обряду повстала в 1816 р. завдяки сприянню митрополитів Антонія Ангеловича та Михайла Левицького. Тоді ж при ній була заснована бібліотека, яка пізніше крім книжкового зібрання охоплювала також архівні й музейні пам'ятки. 
Книгозбірня новоутвореної капітули першопочатково складалась з книжкового зібрання кафедральної церкви св. Іоана Хрестителя в Перемишлі. Згідно з інвентарем 1794 р. вона містить 312 стародруків XVI-XVIII ст. Після утворення, бібліотека почала швидко розростатись. Так на 1831 р. вона містила вже 2 тис. томів і чимало стародруків. Поповнення відбувалось завдяки вкладам представників греко-католицького духовенства. З них варто виділити приватну збірку члена собору крилошан о. Іоанна Лаврівського в кількості 14139 томів, а також дарунок перемиського єпископа Іоанна Снігурського в кількості 2096 томів. Останній також подбав про належне приміщення та фінансове забезпечення бібліотеки. 
Крім приватних вкладів, збірка розширювалась шляхом передачі їй цінних книжок та рукописів з парафіяльних церков, ліквідованих монастирів тощо.

### Ліквідація
Після Львівського собору Перемиська греко-католицька капітула була ліквідована, а її колекції були передані Головній дирекції бібліотек Міністерства освіти Польщі. Рішенням міністерства від 21 січня 1947 р. вся колекція передавалась на депозит Люблінському католицького університету для подальшої сегрегації та розподілу, проте внаслідок звернення його ректора о. Антонія Сломковського колекція була передана для цього завдання Варшавській національній книгозбірні.

### Сучасний стан
Станом на 2000 р. в Національній бібліотеці у Варшаві знаходиться найцінніша частина капітульного зібрання. З них 773 опрацьованих рукописів та близько 500 стародруків. В колекції бібліотеки люблінського католицького університету знаходяться близько 11500 стародруків з перемиської колекції. Крім того, там знаходиться рукописна збірка у кількості 35 одиниць. В тому числі твори монаха Максима Грека з XV cт. Незначна кількість матеріалів також зберігається в різних закладах в Перемишлі. Більшість видань XIX-XX ст. були розпорошені серед основного масиву бібліотечних колекцій цих інституцій.

## Куратори
- Іоанн Лаврівський (1831–1833)
- Іоанн Мишковський (1834–1837)
- Тома Полянський (1841–1853)
- Григорій Гинилевич (1853–1869)
- Антін Юзичинський (1869–1886)